# Годованюк, Елена Марковна
Елена Марковна Годованюк (10 августа 1929, Умань — 21 февраля 2023) — советский и украинский архитектор, лауреат Государственной премии Украины в области архитектуры (2007).

## Биография
Родилась в городе Умани Черкасской области 10 августа 1929 года. В 1957 году окончила Киевский инженерно-строительный институт, защитила кандидатскую работу в области архитектуры (1972).
Автор таких работ, как:
- реставрация архитектурного памятника XVIII века. «Благородного дома» (1962)

- въездная башня (1965—1975) Верхнего замка в Луцке,

- Луцкая башня в г. Остроге (1963—1970);

- Часовая башня Киево-Печерской Лавры (1970—1976).

Принимала непосредственное участие в многолетнем исследовании и реставрации архитектурного комплекса Троицкого монастыря в Межиричах Ровенской области (1972—1978).
Автор монографии «Монументальная архитектура Волыни» (1979) и публикаций по вопросам охраны памятников архитектуры на Украине.
Также вышли в свет её произведения
- Новое об известном ансамбль (монастырь в Межириче) — 1971,
- Острожские изразцы — 1971,
- Исследование малоизвестного архитектурного комплекса — 1980,
- Троицкий монастырь-крепость в Межириче Острожскому и его место в развитии монументального зодчества Украины XV—XVI вв. — 1995,
- Оборонительные сооружения Подолья за «инвентарем» 1615 г." — 1996

Скончалась 21 февраля 2023 года.